# تشنار (تشناران)
تشنار (بالفارسية: چنار) هي قرية تقع في قسم غلمكان الريفي (مقاطعة تشناران) في إيران. يقدر عدد سكانها بـ 350 نسمة بحسب إحصاء 2016.